# 禁衛隊

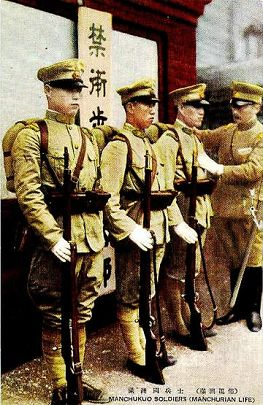
禁衛隊

禁衛隊（日文：きんえいたい）為負責滿洲國皇帝警護工作的禁衛軍。

## 概要
滿洲國1932年建國後，愛新覺羅溥儀組織以满人和蒙古人為主約200人的護軍，作為满洲国皇室和重要政府部门的精锐警卫部队。另外也由滿洲國軍選拔出翊衛軍，擔任自身的親衛隊。
1934年满洲国施行帝制，護軍編入滿洲國宮内府並警察化，翊衛軍則改組為禁衛步兵團，擁有人員415人。
1936年基於威儀適切增加騎兵與禮砲砲兵，並改名禁衛隊。
1941年設置獨立司令部，溥儀其弟愛新覺羅溥傑擔任禁衛隊步兵第3連連長（連隊長）。
如同日本近衛師團於戰時亦參加戰鬥，滿洲國禁衛隊也參與討伐馬賊與鎮壓反抗軍的戰鬥。